# 劉悟
劉悟（782年—825年），范陽（今北京、保定一帶）人。唐朝平盧節度使李師道部將，後發動兵變殺師道，投降朝廷，封為昭義節度使。

## 簡介
祖父刘客奴，曾任平盧節度使，並受賜名刘正臣，後被徐歸道所害。父劉逸海，任燕州司馬。刘悟少有勇力，效力叔父，宣武軍的劉逸準麾下，卻監守自盜逸準在洛邑庫房中的幾百萬銅錢，畏罪潛逃。
劉悟投奔平卢节度使李师古，師古見劉悟的面相，曰：“以後必定會顯貴，但是敗壞我家的，也是這個人啊。”授劉悟为都知兵马使兼监察御史。師古死後，弟李師道繼為節度使。
元和十三年（818年）秋，朝廷“下制罪狀李師道，令宣武、魏博、義成、武寧、橫海兵共討之”，官軍挾討平淮西之聲威，發五道兵討淄青，一路勢如破竹。劉悟在潭趙駐營，抵抗田弘正，大将夏侯澄等戰死（《資治通鑑》中則說被田弘正所擒），軍中謠傳劉悟當為大帥，李師道疑劉悟背叛，有點打算謀殺劉悟。刘悟召集大將曰：「魏博田弘正兵力強大，我們出戰必敗，不出戰就被殺死。現在天子想要誅殺的人，就是李司空（指李師道）一個人而已，我跟你各位都被李司空拖累當替死鬼了。為何不殺其來使，整理軍備以取下鄆城，立下大功，把危亡轉為富貴呢？」
元和十四年（819年）二月，劉悟深夜發動兵變，率兵趨至鄆城西門，守門士兵開城門，眾兵進城，四處放火。李師道對李師古之妻說：“劉悟反矣”，與子李弘方躲入廁所，被搜出。李師道求見劉悟，兵士不許。劉悟命士兵砍下李師道父子首級，向田弘正投降，朝廷封刘悟为检校工部尚书、兼御史大夫、節制鄭滑（義成節度使）。
後轉任昭義節度使，移镇潞州（今山西長治），穆宗時，监军宦官劉承偕多次污辱劉悟，又縱其屬下亂法，暗與磁州刺史張汶綁架劉悟，劉悟窺破陰謀，令士兵殺張汶，擅囚劉承偕，後由朝廷出面，下詔流放承偕至遠州，劉悟才釋出承偕，上表謝恩。事後劉悟加檢校司徒及同平章事。
後期劉悟纵恣，割據一方。敬宗寶曆元年（825年）九月病卒，年四十四，被追赠为太尉。其子劉從諫被擁立。

## 延伸阅读
[在维基数据编辑]
 《舊唐書·卷161》，出自刘昫《舊唐書》
 《新唐書·卷214》，出自《新唐書》